# Phaonia brunneipalpis
Phaonia brunneipalpis är en tvåvingeart som beskrevs av Mou 1986. Phaonia brunneipalpis ingår i släktet Phaonia och familjen husflugor. Inga underarter finns listade i Catalogue of Life.